# Kui Xing

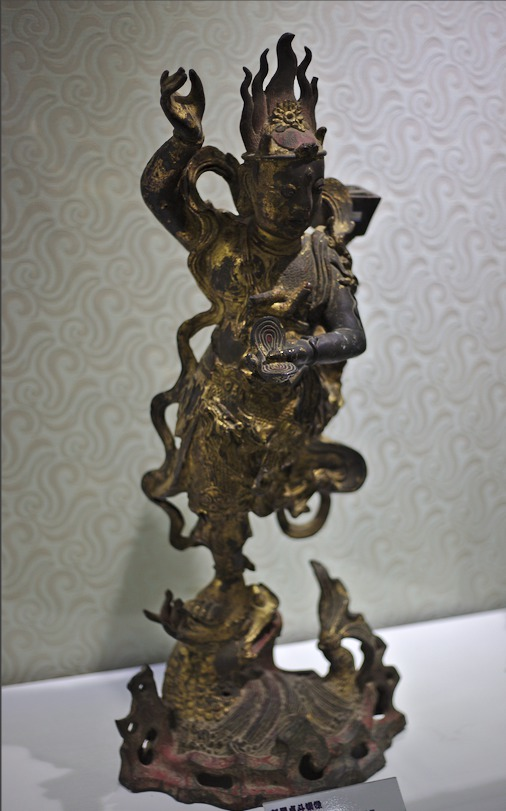
Kui Xing

Kui Xing (Chinees: 魁星, pinyin: kuí xīng) is een god uit de Chinese mythologie. Deze is de god van de examens en een geassocieerde helper van de god van de literatuur, Wen Chang. Kui Xing was een lelijke maar slimme dwerg die de patroonheilige werd van degenen die aan de keizerlijke examens deelnamen. Hij wordt dikwijls afgebeeld met een schrijfpenseel in zijn hand en staande op het hoofd van een schildpad.